# Бондар Валерій Юрійович
Вале́рій Ю́рійович Бо́ндар (нар. 27 лютого 1999, Харків, Україна) — український футболіст, захисник донецького «Шахтаря» та збірної України. Чемпіон світу з футболу 2019 року складі збірної України U-20. Майстер спорту України міжнародного класу (2019).

## Життєпис
Народився в Харкові. Футболом почав займатися в ДЮСШ харківського «Арсеналу». З 2007 року виступав за донецький «Шахтар». Сезон 2018/19 років розпочав у молодіжній команді «гірників».
За першу команду «Шахтаря» в Українській Прем'єр-лізі дебютував 4 травня 2019 року в поєдинку проти ФК «Львів».

### Збірна
У 2019 році у складі збірної України U-20 став чемпіоном світу на чемпіонаті, що проходив у Польщі. На цьому турнірі Бондар був капітаном української збірної.

### Особисте життя
21 липня 2021 року Валерій одружився з 20-річною телеведучою Дар'єю Савіною, яка встигла «прославитися», коли пішла до свого нинішнього чоловіка від його партнера по збірній України U20 Владислава Супряги..

## Статистика виступів

### Клубна
Станом на 24 травня 2025 року
| Сезон             | Команда           | Чемпіонат         | Чемпіонат | Чемпіонат | Кубок країни | Кубок країни | Кубок країни | Континентальні кубки | Континентальні кубки | Континентальні кубки | Інші змагання | Інші змагання | Інші змагання | Усього | Усього |
| Сезон             | Команда           | Ліга              | Ігор      | Голів     | Ліга         | Ігор         | Голів        | Ліга                 | Ігор                 | Голів                | Ліга          | Ігор          | Голів         | Ігор   | Голів  |
| ----------------- | ----------------- | ----------------- | --------- | --------- | ------------ | ------------ | ------------ | -------------------- | -------------------- | -------------------- | ------------- | ------------- | ------------- | ------ | ------ |
| 2018–19           | «Шахтар»          | УПЛ               | 1         | 0         | КУ           | 0            | 0            | ЛЄ                   | 0                    | 0                    | СКУ           | 0             | 0             | 1      | 0      |
| 2019–20           | «Шахтар»          | УПЛ               | 11        | 1         | КУ           | 0            | 0            | ЛЧ/ЛЄ                | 0+1                  | 0                    | СКУ           | 0             | 0             | 12     | 1      |
| 2020–21           | «Шахтар»          | УПЛ               | 11        | 0         | КУ           | 0            | 0            | ЛЧ/ЛЄ                | 6+0                  | 0                    | СКУ           | 0             | 0             | 17     | 0      |
| 2021–22           | «Шахтар»          | УПЛ               | 7         | 0         | КУ           | 0            | 0            | ЛЧ                   | 1                    | 0                    | СКУ           | 0             | 0             | 8      | 0      |
| 2022–23           | «Шахтар»          | УПЛ               | 26        | 1         | —            | —            | —            | ЛЧ/ЛЄ                | 6+3                  | 0                    | —             | —             | —             | 35     | 1      |
| 2023–24           | «Шахтар»          | УПЛ               | 20        | 0         | КУ           | 3            | 0            | ЛЧ/ЛЄ                | 4+1                  | 0                    | —             | —             | —             | 28     | 0      |
| 2024–25           | «Шахтар»          | ПЛ                | 27        | 0         | КУ           | 4            | 0            | ЛЧ                   | 8                    | 0                    | —             | —             | —             | 39     | 0      |
| Всього за кар'єру | Всього за кар'єру | Всього за кар'єру | 103       | 2         | —            | 7            | 0            | —                    | 30                   | 0                    | —             | 0             | 0             | 140    | 2      |

### Матчі за збірну
Станом на 7 червня 2025 року
| Дата       | Місто   | Господарі | Результат | Гості   | Турнір                               | Голи | Примітки |
| ---------- | ------- | --------- | --------- | ------- | ------------------------------------ | ---- | -------- |
| 11-11-2020 | Хожув   | Польща    | 2 – 0     | Україна | товариський матч                     | -    | 63'      |
| 08-06-2022 | Дублін  | Ірландія  | 0 – 1     | Україна | Ліга націй УЄФА 2022—2023 - 1-й етап | -    |          |
| 21-09-2022 | Глазго  | Шотландія | 3 – 0     | Україна | Ліга націй УЄФА 2022—2023 - 1-й етап | -    | 45+4'    |
| 07-06-2024 | Варшава | Польща    | 3 – 1     | Україна | товариський матч                     | -    |          |
| 07-06-2025 | Торонто | Канада    | 4 – 2     | Україна | товариський матч                     | -    |          |
| Усього     |         | Матчів    | 5         |         | Голів                                | 0    |          |

## Титули та досягнення
«Шахтар»
- Чемпіон України (4): 2018-19, 2019-20, 2022-23, 2023-24
- Володар Кубка України (3): 2018-19, 2023-24, 2024-25
- Володар Суперкубка України (1): 2021

«Збірна України U-20»
- Чемпіон світу серед молоді: 2019

## Державні нагороди
- Орден «За заслуги» III ст. (2019)[7]